# 展望理论
展望理论（英語：prospect theory，也作前景理论，视野理论），是一個行為經濟學的理论，为心理学教授丹尼尔·康納曼和阿摩司·特沃斯基提出的。這個理論的假設之一是，每个人基于初始狀況（参考点位置）的不同，對風險会有不同的态度。
此理论是行为经济学的重大成果之一。1970年代，卡内曼和特沃斯基系統地研究这一领域。長久以來，主流經濟學都假設每個人作決定時都是「理性」的，然而現實情況並不如此；展望理論加入了人們對得失、發生機率高低等條件的不對稱心理效用，成功解釋了許多看來不理性的現象。展望理論對分析在不确定情况下的人为判断和决策方面作出了突出贡献，康納曼更因此獲得2002年的諾貝爾經濟學獎。
展望理論是描述性而非指示性的理論——它旨在解釋現象，而非分析怎樣作決策才是最好的。利用展望理论可以对风险与报酬的关系进行实证研究。

## 理论内涵
人在不确定条件下的决策选择，取决于结果与展望（预期、设想）的差距而非單單结果本身。即，人在决策时会在心里预设一个参考标准，然后衡量每個決定的结果，与这个参考标准的差别是多大。例如，一个人展望（预期）能得到奖金500元，當他的決策讓他得到奖金500元，他会觉得没什么；若他有辦法得到多於預期的500元，多數人會審慎地考量這方法（決策）帶來的風險，以免失去展望（预期）回報；如果相反，即使他有另一個比較安全，但讓他少得100元獎金的辦法（決策），那多數人會寧可冒較大風險，以獲取展望（预期）回報。
此理论是為改進博弈论中的期望效用假說而建立。它比較符合心理學觀察結果，能比較寫實地描述一個人，在風險決策（如金融投資）之時的心理。

## 數學模型
假設一個人衡量決策得失的數學函數（PT函數）為：
{\displaystyle U=w(p_{1})v(x_{1})+w(p_{2})v(x_{2})+\dots }，當中{\displaystyle x_{1},x_{2},\dots }是各個可能結果，{\displaystyle p_{1},p_{2},\dots }是這些結果發生的概率。 {\displaystyle v} 是所謂「價值函數（value function）」，表示不同可能結果，在決策者心中的相對價值。根據本理論，價值函數的線，應當會穿過中間的「參考點（reference point）」，並形成一個如下的 s 型曲線：
它的不對稱性表明，一個損失結果對應價值的絕對值，比獲利結果對應價值的絕對值更大，也就是所謂的「損失厭惡性 (loss aversion)」。與期望效用假說不同，本理論衡量獲利與損失的方法，並不考慮所的「絕對所得 (absolute wealth)」。函式{\displaystyle w}是為「可能性比重函數 (probability weighting function)」，用以表達一般人對機率的反應 —— 一般而言，人對極不可能發生的事，會過度反應，而對中度、高度可能發生的事，會反應遲鈍。

### 举例
假設一個人打算買保險，設投保所保障項目，有1%的機會遇險；如果遇險，投保人的損失為$1,000；而保費為$15。我們引用展望理論前，先要設一個「參考點」，而它可能是：
- 現有的財富狀況
- 最壞的情況，即損失$1,000

若我們用「現有的財富狀況」作參考點，投保人可以付保費$15，則「PT效用值（PT utility）」為{\displaystyle v(-15)} ，而他的可能所得$0（可能性 99%），或者-$1,000（可能性1%）。整體PT效用值將為：{\displaystyle w(0.01)\times v(-1000)+w(0.99)\times v(0)=w(0.01)\times v(-1000)}。我們可以根據公式，計算出效用值的數值。一方面，由於{\displaystyle v}在損失時具有凸性（convexity），所以{\displaystyle v(-15)/v(-1000)<15/1000=0.015}；另一方面，人们对概率较低的事件会过度反应，所以{\displaystyle w(0.01)>0.01}。通常来讲，后一种效应的影响大到可以抵消前一种效应，即{\displaystyle w(0.01)\times v(-1000)<v(-15)}，也即对低可能性风险事件的厌恶会超过保费带来的较小损失，這表示投保人會買保險。
第二种情況，若果我們用「損失$1,000」作為參考點，则投保人在{\displaystyle v(985)}与{\displaystyle w(0.99)\times v(1000)}之间做选择。由於{\displaystyle v}在獲利時具有凹性（concavity），且人们会低估较高可能性事件的发生概率，导致令買保險看起來，比不買更吸引。這也表示投保人會買保險。

## 此理论引申的四个基本結論
1. 確定效應：處於收益狀態時，多數人是風險厭惡者。
2. 反射效應：處於損失狀態時，多數人是風險喜好者。
3. 損失規避：多數人對損失比對收益敏感。
4. 參照依賴：多數人對得失的判斷往往由參照點決定。

简言之，人在面临获利时，不愿冒风险；而在面临损失时，人人都成了冒险家。而损失和获利是相对于参照点而言的，改变评价事物时的参照点，就会改变对风险的态度。